# Südzucker
Südzucker AG er en tysk multinational fødevarevirksomhed, der producerer sukker, frugtpræparat, juicekoncentrat og bioetanol. Det er verdens største producent af sukker med en årlig produktion på 4,8 mio. tons. Omsætningen var i 2018 på 7 mia. euro, og der var 20.129 ansatte Hovedkvarteret er i Mannheim.
Südzucker ejer en række datterselskaber, bl.a. Freiberger Lebensmittel og 50% af Agrana.

## Produktionsfaciliteter

### Sukker
Südzucker har 30 sukkerfabrikker og tre raffinaderier i 11 lande. (Østrig, Belgien, Tjekkiet, Frankrig, Tyskland, Ungarn, Moldova, Polen, Rumænien, Slovakiet og Bosnien)

### Bioetanol
CropEnergies AG, Mannheim (bioethanolproduktion)
har fire produktionsfaciliteter i henholdsvis Tyskland (Zeitz), Belgien (Wanze), Frankrig (Loon-Plage), UK (Ensus Ltd i Wilton).

### Frugtpræparater
Südzucker har 26 produktionssteder i 20 lande.

### Frugtjuicekoncentrater
Südzucker har 10 produktionssteder i 7 lande.